# Lista de obras de Karl Marx
Esta lista de obras escritas por Karl Marx (1818-1883) está dividida em três períodos: o primeiro, usualmente referido como o do "Jovem Marx", no qual o autor se dedica a questões de natureza filosófica, destacando-se o  problema da alienação; o segundo, uma fase de transição em que predominam artigos e panfletos e escritos diretamente políticos; e o terceiro, referido como o do "Marx maduro", em que predominam os estudos econômicos .
Há diversas tentativas de edição das obras completas de Marx, laborioso esforço que começa com Engels, em finais do século XIX, após a morte do companheiro. Esse trabalho de sistematização prosseguiria no século XX - não sem muitos embates políticos -, estendendo-se até o presente século. As tentativas iniciais resultaram na primeira Marx-Engels-Gesamtausgabe (MEGA), interrompida durante a Era Stálin. A coletânea Marx Engels Werke continua sendo a mais completa edição do legado literário de Marx e Engels, em alemão, até que se conclua a chamada  MEGA2, cuja publicação se encontra em curso, com importantes repercussões na interpretação de textos consagrados de Marx.

## Abreviações das edições das obras de Marx
São padronizadas as seguintes siglas e abreviações quando se trata dos trabalhos de Marx e Engels:
- MEGA (ou MEGA1): Karl Marx/Friedrich Engels. Historisch-Kritische Gesamtausgabe. Edição histórico-crítica das obras de Marx, liderada por David Riazanov nas décadas de 1920 e 1930.[3] Parte e volume são geralmente indicados em algarismos romanos e arábicos respectivamente, sendo que o vol. I está dividido em dois tomos: I, 1/1 e I, 1/2.[4]
- MEGA2: Projeto que começou na década de 1970 e cuja publicação se encontra em curso, prevendo-se a sua conclusão para 2025.[3][5]
- MEW: Karl Marx, Friedrich Engels, Werke (Berlim: Dietz Verlag).[4] Trata-se da edição de uma coleção que totalizaria 41 volumes publicados entre 1956 e 1968 pelo Instituto Marxismo-Leninismo de Berlim Oriental.[6] Mesmo não sendo a edição mais completa, tornou-se a mais abrangente entre as disponíveis da época e logo foi adotada como referência pela maioria dos estudiosos mundiais de Marx, servindo de base para traduções em muitas línguas, incluindo a edição japonesa (entre 1959 e 1975) e a conhecida versão inglesa, em 50 volumes, a Marx-Engels Collected Works (MECW).[6]
- MECW: Como dito acima, a versão em inglês dos MEW(Marx-Engels Collected Works) , em 50 volumes e publicada entre 1975 e 2005.[6]
- NRZ: Textos de Marx (ou Engels) no Neue Rheinische Zeitung (Colônia, 1848-1849).[4]
- NRZ-Revue: Textos de Marx e Engels publicados na Neue Rheinische Zeitung, Politisch-ökonomische Revue (Londres/Hamburgo, 1850).[4]
- NYDT: Textos de Marx (ou Engels) publicados na New York Daily Tribune.[4]

## Títulos
As obras que se seguem encontram-se listadas de acordo com os títulos mais comumente adotado nas edições em língua portuguesa. Entre parênteses, consta o título adotado no idioma em que publicada originalmente, segundo a lista constante do Dicionário do Pensamento Marxista, editado por Thomas Bottomore, cuja primeira edição é de 1983. O próprio Bottomore, no entanto, adverte que a listagem bibliografia mais abrangente e completa das obras de Marx e mesmo de Friedrich Engels (1820-1895) e de suas múltiplas edições está em Maximilien Rubel, Bibliographie des oeuvres de Karl Marx, avec en appendice un répertoire des oeuvres de Friedrich Engels (Paris: Marcel Rivière, 1956) e Supplément à la Bibliographie des oeuvres de Karl Marx (Paris: Marcel Rivière, 1960).

## Jovem Marx (1839 a 1850)
No período do chamado "Jovem Marx", predominam escritos filosóficos, destacando-se aqueles dedicados ao problema da alienação.
Oulanem
- Ano: 1839

Peça teatral (inacabada)
A diferença entre a filosofia da natureza de Demócrito e a de Epicuro
- Título original: Über die Differenz der Demokritischen und Epikureischen Naturphilosophie
- Ano: 1841

Tese de doutoramento na Universidade de Iena
Crítica da Filosofia do Direito de Hegel
- Título original: Kritik des Hegelschen Staatsrech
- Ano: 1843

 Sobre a Questão Judaica
- Título original: Zur Judenfrage
- Ano: 1843

Contribuição para a Crítica da Filosofia do Direito em Hegel: Introdução
- Título original: Zur Kritik der Hegelschen Rechtsphilosophie: Einleitung
- Ano: 1844

Manuscritos Econômico-filosóficos
- Título original: Ökonomisch-philosophischen Manuskripte
- Ano: 1844

Teses sobre Feuerbach
- Título original: Thesen über Feuerbach
- Ano: 1845

A Sagrada Família (Escritos de Marx em parceria com Engels)
- Título original: Die Heilige Famile
- Ano: 1845

"Sobre o Suicídio" ou "Peuchet: Sobre o Suicídio" (ensaio publicado uma única vez durante a vida de Marx na revista crítica Gesellschaftsspiegel - "Espelho da Sociedade" -, posteriormente publicado nas edições de suas obras completas, e com grande parte da escrita feita por um outro autor, Jacques Peuchet, mas com introdução, seleção de excertos, comentários e modificações da tradução em alemão realizadas e assinadas pelo próprio Marx)
- Título original: "Peuchet: vom Selbstmord"
- Ano: 1846

A Ideologia Alemã (Escritos de Marx e Engels)
- Título original: Die deutsche Ideologie
- Ano: 1845-1846

Miséria da Filosofia
- Título original: Misère de la philosophie: réponse à la philosophie de la misère de Proudhon
- Ano: 1847

A Burguesia e a Contra-Revolução
- Ano: 1848

Manifesto Comunista (com Engels)
- Título original: Manifest der Kommunistischen Partei
- Ano: 1848

Trabalho Assalariado e Capital
- Título original: Lohnarbeit und Kapital
- Ano: 1849

As Lutas de Classe na França de 1848 a 1850
- Título original: Die Klassenkämpfe in Frankreich 1848-1850
- Ano: 1850

Mensagem da Direção Central da Liga Comunista (com Engels)
- Título original: "Ansprache der Zentralbehörde an den Bund"
- Ano: 1850

## Transição (1852 a 1856)
Esta época é chamada de "período de transição", quando o Marx passa a ler menos filósofos e mais economistas - nesse período a produção dele se resume a artigos e panfletos, produz o clássico 18 de brumário.
O 18 de Brumário de Luís Bonaparte
- Título original: Der Achtzehnte Brumaire des Louis Bonaparte
- Ano: 1852

Punição Capital
- Título original: Capital Punishment
- Ano: 1853

Artigo publicado no New York Daily Tribune em 18 de fevereiro de 1853
"Revolução na China e na Europa"
- Título original: "Revolution in China and Europa"
- Ano: 1853

Artigo publicado no New York Daily Tribune em 14 de junho de 1853
"O Domínio Britânico na Índia"
- Título original: "The British Rule in India"
- Ano: 1853

Artigo publicado no New York Daily Tribune em 25 de junho de 1853
"Guerra na Birmânia"
- Título original: "War in Burma"
- Ano: 1853

Artigo publicado no New York Daily Tribune em 30 de junho de 1853
"Resultados Futuros do Domínio Britânico na Índia"
- Título original: "The future results of British Rule in India"
- Ano: 1853

Artigo publicado no New York Daily Tribune em 8 de agosto de 185
"A Decadência da Autoridade Religiosa"
- Título original: "The Decay of Religious Authority"
- Ano: 1854

Artigo publicado no New York Daily Tribune em 24 de outubro de 1854
"Revolução na Espanha"
- Título original: "Revolution in Spain"
- Ano: 1856

Artigo publicado no New York Daily Tribune em duas partes, 8 e 18 de agosto de 1856

## Marx maduro (1857 a 1880)
Nessa fase, Marx se dedica à construção das bases do socialismo científico e é aquela em que a abordagem econômica predomina em seus escritos. 
Grundrisse
- Título original: Grundrisse der Kritik der Politschen Ökonomie
- Ano: 1857-1858

Para a Crítica da Economia Política
- Título original: Zur Kritik der Politschen Ökonomie
- Ano: 1859

População, Crime e Pauperismo
- Título original: Population, crime and pauperism
- Ano: 1859

Artigo publicado no New York Daily Tribune em 16 de setembro de 1859
Manifesto de Lançamento da Primeira Internacional
- Título original: Inaugural Address of the Working Men's International Association
- Ano: 1864

Salário, Preço e Lucro
- Título original: Value, Price and Profit
- Ano: 1865

O Capital: crítica da economia política (Livro I: O processo de produção do capital) (sua magnum Opus)
- Título original: Das Kapital: Kritik der politschen Ökonomie (Erster Band: Der Produktion Prozess des Kapitals)
- Ano: 1867

Durante os anos seguintes, até o fim de sua vida, Marx se dedicará à redação dos demais volumes de O Capital (publicados postumamente por Engels).
O Capital, Livro I (1867).
O Capital, Livro II (1885), editado postumamente por Engels a partir de manuscritos e anotações de Marx.
O Capital, Livro III (1894), também editado postumamente por Engels.
Teorias sobre a Mais-Valia, às vezes chamado de O Capital, Livro IV, editado por Karl Kautsky em 1905.
A Guerra Civil na França
- Título original: The Civil War in France
- Ano: 1871

Resumo de “Estatismo e Anarquia”, em que critica o livro Estatismo e Anarquia de Bakunin
- Título original: Konzpekt von Bakunins Buch “Staatlichkeit und Anarchie”
- Ano: 1874-1875

Crítica ao Programa de Gotha
- Título original: Kritik des Gothaer Programms
- Ano: 1875

Artigo em defesa da Polônia, publicado em Der Volksaat (com Engels)
- Ano: 1875

Carta sobre o futuro do desenvolvimento da sociedade na Rússia, escrita ao editor do periódico russo Otechesvenniye Zapiski e não enviada.
- Ano: 1877

Notas sobre Adolph Wagner
- Título original: Randglossen zu Adolph Wagners
- Ano: 1880

## Traduções em português
- Manifesto comunista (Boitempo Editorial, 1998. Tradução: Álvaro Pina.)
- Manuscritos econômico-filosóficos (Boitempo Editorial, 2004. Tradução: Jesus Ranieri.)
- A sagrada família (Boitempo Editorial, 2003. Tradução: Marcelo Backes.)
- Crítica da filosofia do direito de Hegel (Boitempo Editorial, 2005. Tradução:Rubens Enderle e Leonardo de Deus.)
- Sobre o suicídio (Boitempo Editorial, 2006. Tradução:Rubens Enderle e Francisco Fontanella.)
- A ideologia alemã (Boitempo Editorial, 2007. Tradução: Rubens Enderle, Nélio Schneider e Luciano Cavini Martorano.)
- Sobre a questão judaica (Boitempo Editorial, 2010. Tradução: Nélio Schneider / Wanda Caldeira Brant.)
- Lutas de classes na Alemanha (Boitempo Editorial, 2010. Tradução:Nélio Schneider.)
- O 18 de brumário de Luís Bonaparte (Boitempo Editorial, 2011. Tradução:Nélio Schneider.)
- A guerra civil na França (Boitempo Editorial, 2011. Tradução: Rubens Enderle.)
- Grundrisse (Boitempo Editorial, 2011. Tradução: Mario Duayer (supervisão editorial e apresentação), Nélio Schneider, Alice Helga Werner e Rudiger Hoffman.)
- As lutas de classes na França de 1848 a 1850 (Boitempo Editorial, 2012. Tradução: Nélio Schneider).
- Crítica do Programa de Gotha (Boitempo Editorial, 2012. Tradução: Rubens Enderle).
- Lutas de classes na Rússia (Boitempo Editorial, 2013. Tradução: Nélio Schneider).
- O capital: crítica da economia política. Livro 1: o processo de produção do capital (Boitempo Editorial, 2013. Tradução: Rubens Enderle).
- O capital: crítica da economia política. Livro 2: o processo de circulação do capital (Boitempo Editorial, 2014. Tradução: Rubens Enderle).
- O capital: crítica da economia política. Livro 3: o processo global da produção capitalista (Boitempo Editorial, 2017. Tradução: Rubens Enderle).
- Os despossuídos: debates sobre a lei referente ao furto de madeira (Boitempo Editorial, 2017. Tradução: Mariana Echalar e Nélio Schneider).
- Miséria da filosofia (Boitempo Editorial, 2017. Tradução: José Paulo Netto).
- Diferença entre a filosofia da natureza de Demócrito e a de Epicuro (Boitempo Editorial, 2018. Tradução: Nélio Schneider).
- Escritos ficcionais: Escorpião e Félix - Oulanem (Boitempo Editorial, 2018. Tradução: Claudio Cardinali e Flavio Aguiar).
- Últimos escritos econômicos (Boitempo Editorial, 2020. Tradução: Hyury Pinheiro).
- Salário, preço e lucro (Editora: EDIPRO, 2004).
- «Marx's Mathematical Manuscripts» (em inglês). - Livro de Cálculo Diferencial e Integral (matemática) que Marx escreveu em 1881